# Le Sein
Pour l’article ayant un titre homophone, voir Le Saint.
Le Sein (titre original : The Breast) est un roman de Philip Roth paru en 1972 aux États-Unis, traduit en français en 1975. C'est le premier tome du cycle David Kepesh.

## Résumé
David Kepesh, professeur de littérature, se retrouve transformé en une glande mammaire peu après avoir remarqué des rougeurs sur son pénis qui lui faisaient avoir des relations de plus en plus sensuelles avec sa compagne.